# 太陽系化學
太阳系化学，為一門探討元素與太陽系起源的科學，是宇宙化学的分支。利用隕石與行星際微塵(IDP)中的同位素異常，研究在太陽系中元素與生命的起源。